# Teresa Guiccioli
Thérèse Françoise Olympe Gamba Ghiselli devenue après son mariage Teresa Guiccioli (née en 1800 à Ravenne - morte le 21 mars 1873 à Florence) était une aristocrate italienne du XIXe siècle, qui défraya la chronique par sa vie sentimentale agitée.

## Biographie
Née en 1800 à Ravenne d’où sa famille est originaire, Teresa Guiccioli est la fille du comte  Ruggiero Gamba de Ravenne. Elle est élevée et éduquée dans un couvent et en sort à l’âge de 16 ans.
À 17 ans, en 1817, elle épouse le comte Alexandre Guiccioli  qui, à 57 ans, est veuf pour la seconde fois. En avril 1819, elle entame une liaison avec Lord  Byron George Gordon à Venise puis la poursuit à Ravenne, puis à Mira.
Le 12 juillet 1820, le Pape prononce la séparation de corps des époux Guiccoli, mais pas de divorce, sous la condition qu’elle vive avec son père (et non avec son amant).
En 1821 Teresa vit chez son père, mais reçoit la visite régulière de lord Byron à Pise jusqu’au départ de ce dernier pour la Grèce.
Au début de l’année 1825, elle devient la maîtresse d’Henri Edward Fox, le dramaturge, fils de Lord Holland.
Son mari, le comte Guiccoli, dont elle est séparée depuis 1820, décède le 21 avril 1832.
À partir de 1838, elle devient la maîtresse du musicien académique Hippolyte-Raymond Colet.
Elle épouse le 15 décembre 1847 à Paris, Hilaire Étienne Octave Rouillé de Boissy, également veuf.
C’est en 1857 qu'elle achète à sa belle fille Octavie Rouillé de Boissy le marquisat de Castelnau qui se situe sur la commune de Plou dans le département du Cher.
Elle devient veuve de Hilaire Rouillé de Boissy » en 1866 et retourne vivre en Italie.
Thérèse Françoise Olympe Caspera Gamba de Boissy  meurt le 21 mars 1873 à Florence à l’âge de 73 ans.